# Kyriakos Vidas
Kyriakos Vidas, conosciuto anche come Kirk Vidas (in greco  Κυριάκος Βίδας?; Chicago, 7 agosto 1957), è un ex cestista statunitense naturalizzato greco.

## Palmarès
- Campionato greco: 4

Panathinaikos: 1979-80, 1980-81, 1981-82, 1983-84
- Coppa di Grecia: 3

Panathinaikos: 1982, 1983, 1986